# Alchemilla xanthochlora
La alquemila o alquimila (Alchemilla xanthochlora) es una planta fanerógama de la familia Rosaceae.

## Descripción
Hierba perenne de tamaño variable de hasta 80 cm. Pecíolos de las hojas de la roseta pelosos. Hojas de la roseta con el limbo de 5-20 cm de ancho, reniforme (con forma de riñón) a circular, algo ondulado o liso, dividido entre 9 y 11 lóbulos, con el ápice de estos redondeado, con dientes y con pelos. El envés de la hoja con pelosidad uniforme, laxa o densa. Pecíolo peloso, estípulas blanquecinas de 2 a 6 cm y con las aurículas de 4 a 6 mm soldadas entre sí 1 - 10 mm por encima de la zona de inserción en el pecíolo. Flores de un par de milímetros verde-amarillentas o amarillas.

## Distribución
La especie es nativa en toda Europa,
donde se encuentra en la mayoría de los países, aunque está ausente en Portugal y las islas del Mediterráneo (GBIF 2014). Existe una introducción en el norte y este de Europa (Kurtto 2009). La especie se ha introducido en América del Norte y el sureste de Australia (Alpes australianos, Nueva Gales del Sur) (Hegi 1995), sin embargo, Costin et al. (2000) comentan sobre su presencia temprana (registrada por primera vez en 1854) en hábitats remotos, no perturbados y especializados en los Alpes australianos.

## Hábitat
En Europa central, la especie está muy extendida en la región montañosa y menos frecuente en las tierras bajas (Hegi 1995). Márgenes de arroyo, prados húmedos y herbazales megafórbicos; 750-2400 m.

## Taxonomía
Sinonimia
- Alchemilla gottsteiniana Opiz
- Alchemilla pratensis F.W.Schmidt
- Alchemilla pratensis var. amphitricha  Buser
- Alchemilla pratensis var. sericans  Buser
- Alchemilla sylvestris F.W.Schmidt
- Alchemilla vulgaris xanthochlora  (Rothm.) O.Bol
- Alchemilla vulgaris var. pratensis (F.W.Schmidt) Briq.
- Alchemilla vulgaris var. xanthochlora (Rothm.) O.Bol
- Potentilla xanthochlora (Rothm.) Christenh. & Väre

## Estudios
Se aisló de las partes aéreas de Alchemilla xanthochlora y se caracterizó por análisis espectroscópico la Quercetina 3-arabinopiranósido, un compuesto flavonoide importante.